# Rikken Minseitō
Rikken Minseitō (立宪民政党, Rikken Minseito) foi um dos principais partidos políticos do Japão antes da guerra, também conhecido apenas por Minseito.
O Minseito foi fundado em julho de 1927 pelo primeiro-ministro Hamaguchi Osachi. O evento que precipitou a criação de um partido mais conservador no Japão (em relação a Rikken Seiyukai) foi o crash bolsista de Nova York em 1929.

## Bibligrafia
- Garon, Sheldon (2001). The State and Labor in Modern Japan. [S.l.]: Palgrave Macmillan. ISBN 0-312-23915-7
- Gordon, Andrew (2008). A Modern History of Japan: From Tokugawa Times to the Present. [S.l.]: Oxford University Press. ISBN 0-19-533922-3
- Sims, Richard (1990). Japanese Political History Since the Meiji Renovation 1868-2000. [S.l.]: University of California Press. ISBN 0-520-06838-6